# Teni (chanteuse)
Cet article concerne la  chanteuse, compositrice et artiste nigériane. Pour la commune du Burkina Faso, voir Teni.
Teniola Apata, née le 23 décembre 1993 à Lagos, plus connue sous son pseudo de Teni, est une chanteuse, compositrice et artiste nigériane,. 

## Biographie
Née en 1993, Teni est la sœur cadette de la chanteuse nigériane Niniola. Elle a fréquenté l'Apata Memorial High School et est diplômée en administration des affaires de l'American InterContinental University. 
Teni a sorti son premier single Amen alors qu'elle avait signé sur Magic Fingers Records de Shizzi. Elle a quitté le label et signé avec Dr. Dolor Entertainment en 2017. Teni a commencé à prendre de l'importance après la sortie du single Fargin en septembre 2017. Elle a fait sa percée après avoir sorti les singles à succès Askamaya, Case et Uyo Meyo. Le titre Askamaya a été classé 15e sur la liste de fin d'année de MTV Base des 20 meilleures pistes nigérianes les plus chaudes de 2018. 
Teni a remporté le titre de «Rookie of the Year» aux Headies Awards 2018 et de «Most Promising Act to Watch» aux Nigeria Entertainment Awards 2018. Elle a également remporté le prix du meilleur nouvel artiste au festival Soundcity MVP Awards 2018. NotJustOk l'a classée huitième sur sa liste des 10 artistes les plus chauds du Nigéria. Elle figurait sur la liste des six stars nigérianes du Premium Times, sensations virales de 2018. 
Le 20 février 2019, Teni a été présentée sur la chaîne YouTube Music's Trending Artist on the Rise. Le 3 mai 2019, elle a publié la vidéo de Sugar Mummy. Elle a sorti le 14 juin 2019 un nouveau single intitulé Power Rangers. 

## Approbations
En mars 2019, Teni a signé un accord d'approbation avec Tom Tom, une marque de bonbons produite par Cadbury Nigeria. 

## Discographie

### EP
- 2019 : Milliardaire
- 2020 : La liste de lecture de la quarantaine

### Singles sélectionnés
- 2016 : Amen
- 2017 : Fargin
- 2018 : Wait
- 2018 : Pareke
- 2018 : Lagos
- 2018 : Askamaya
- 2018 : Fake Jersey
- 2018 : Shake Am
- 2018 : Case
- 2018 : Pray
- 2018 : Uyo Meyo
- 2019 : Party Next Door
- 2019 : Sugar Mummy
- 2019 : Power Rangers
- 2020 : Marry

### Collaborations
- 2017 : Like Dat de Davido
- 2018 : Rambo (Dr. Dolor avec Teni)
- 2018 : Pray (Dr. Dolor avec Teni & Phyno)
- 2018 : Aye Kan (Shizzi avec Teni and Mayorkun)